# Sint-Jozefkerk (Waregem)

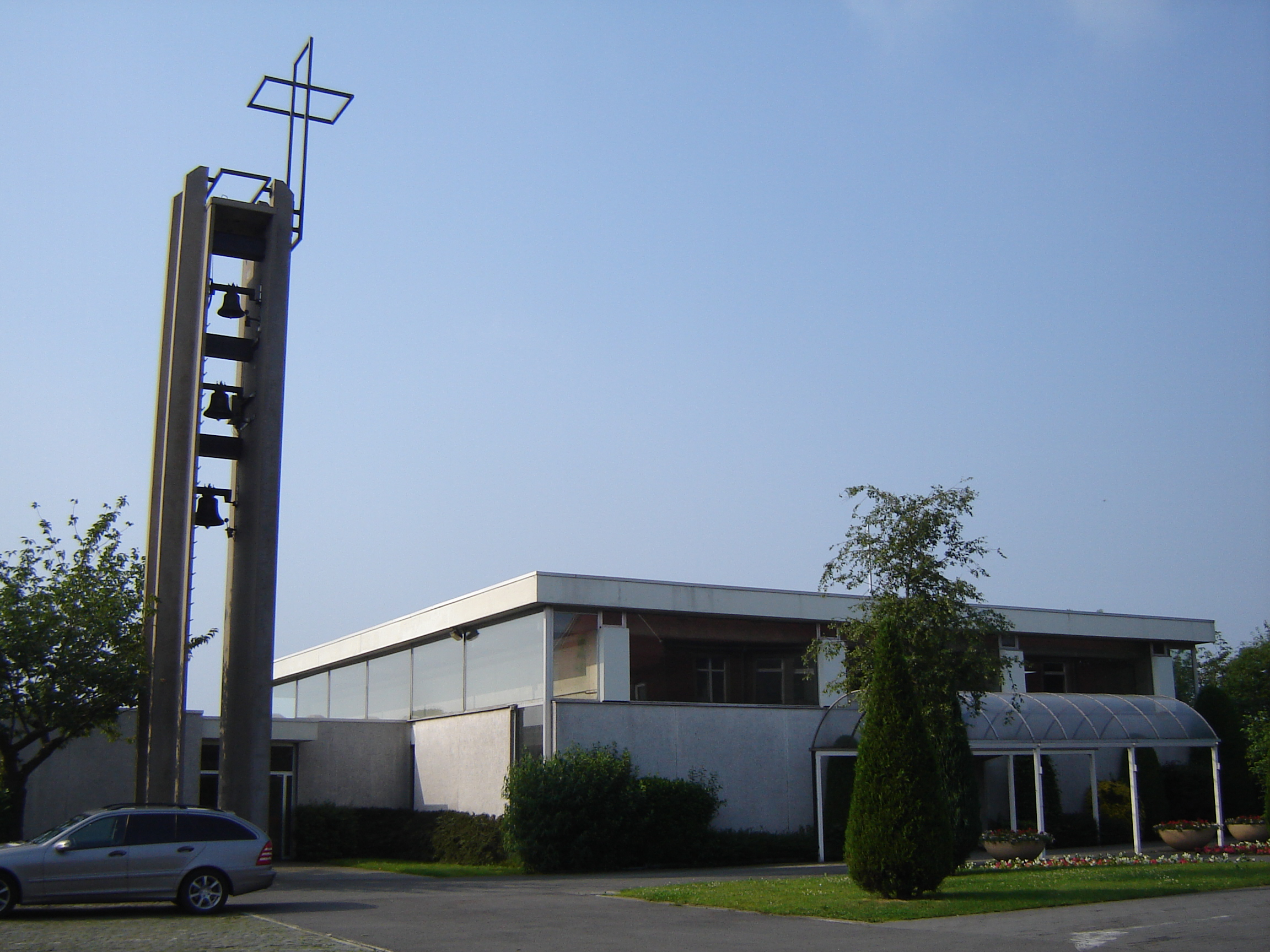
Sint-Jozefkerk

De Sint-Jozefkerk was een parochiekerk van de tot de West-Vlaamse stad Waregem behorende wijk Biest, gelegen aan de Bieststraat.

## Geschiedenis
De wijk Biest neemt in aantal inwoners toe vanaf de jaren '20 van de 20e eeuw, door de bouw van arbeiderswoningen, zodat omstreeks 1950 ook een school werd gesticht. Vanaf 1960 groeit de roep om een eigen parochie.
In 1966 werd de parochie gesticht en op 1 mei van dat jaar (feestdag van Sint-Jozef) werd ook de eerste steen voor een kerkgebouw gelegd. De kerk, naar ontwerp van Paul Felix, werd eind 1966 in gebruik genomen.
De kerk werd officieel ontwijd op 1 juli 2021, waarna eigenlijk geen officiële kerkdiensten meer plaats konden vinden. De Sint-Michielsbeweging, die er actief was, zou uiteindelijk verhuizen van de Biest naar de Karmel. De laatste eerste communieviering vond plaats op 19 september 2021 en de laatste plechtige communieviering op 25 september 2021. De allerlaatste viering vond plaats op 9 januari 2022. Plannen bestaan om het bouwwerk in gebruik te nemen als school en kinderopvang.

## Gebouw
Het betreft een zaalkerk in de stijl van het naoorlogs modernisme, als een betonnen constructie met plat dak, en losstaande open klokkentoren van beton. Het interieur is sober, maar het bevat enkele schilderijen en beelden uit de jaren '80 van de 20e eeuw.